# Aşağı Qaraməryam
Aşağı Qaraməryam è un comune dell'Azerbaigian situato nel distretto di Göyçay.